# 安次富修
安次富 修（あしとみ おさむ、1956年2月20日 - ）は、日本の政治家。自由民主党所属の元衆議院議員（1期）。

## 概要
現在の沖縄県宜野湾市出身。沖縄県立普天間高等学校、亜細亜大学経済学部卒業。衆議院議員國場幸昌秘書、宜野湾市議会議員（3期）、沖縄県議会議員（4期）を経て、2005年の第44回衆議院議員総選挙で自由民主党公認で沖縄県第2区から立候補し、選挙区では敗れたが重複立候補していた比例九州ブロックで当選。
2009年8月30日執行の第45回衆議院議員総選挙では、公明党の推薦も受け自民党公認で再選を目指すも、落選した。
2010年11月28日執行の宜野湾市長選挙に保守系候補として立候補したが落選した。

## 所属していた団体・議員連盟
- 自民党動物愛護管理推進議員連盟
- 北京オリンピックを支援する議員の会
- 日朝国交正常化推進議員連盟
- 83会